# Wahl des Parlaments der Region Brüssel-Hauptstadt 2019
- PTB: 10
- PS: 17
- Ecolo: 15
- MR: 13
- DéFI: 10
- cdh: 6
- PVDA: 1
- sp.a: 3
- Groen: 4
- Open VLD: 3
- CD&V: 1
- N-VA: 3
- VB: 1
- DA: 1
- Agora: 1

Die Wahl des Parlaments der Region Brüssel-Hauptstadt 2019 fand am 26. Mai 2019 statt, zeitgleich mit der Europawahl und der Wahl zum föderalen Parlament. Gewählt wurden die Mitglieder der Legislative der Region Brüssel-Hauptstadt, eine der drei Regionen Belgiens, für die Legislaturperiode 2019–2024.

## Wahlmodus
Die Anzahl der Sitze wurde 2004 von 75 auf 89 Sitze vergrößert. Die Aufteilung wurde auf 72 Sitze für die französischsprachigen und 17 Sitze für die flämischsprachigen Listen festgelegt. Innerhalb der Sprachgruppen wurden die Sitze nach dem D’Hondt-Verfahren vergeben. Ebenfalls neu eingeführt wurde eine Sperrklausel von 5 % der Stimmen für die jeweilige Sprachgruppe, wobei sich mehrere Listen zu einer Listengruppierung zusammenschließen können, für die dann die 5 % Schwelle gilt. Innerhalb der Listengruppierung werden die Sitze nach D’Hondt verteilt.
Die Parteien waren aufgeteilt in französischsprachige und flämischsprachige Parteien. Es kandidierten 14 französischsprachige und 10 flämischsprachige Listen
| französischsprachige Listen | französischsprachige Listen               |
| --------------------------- | ----------------------------------------- |
|                             | act-SALEM                                 |
|                             | be@eu                                     |
| CDH                         | Centre Démocrate Humaniste                |
| DéFI                        | Démocrate Fédéraliste Indépendant         |
|                             | Collectif Citoyen                         |
|                             | DierAnimal                                |
| Ecolo                       | Ecolo                                     |
|                             | Hé                                        |
|                             | Listes Destexhe                           |
| MR                          | Mouvement Réformateur                     |
|                             | Plan B                                    |
| PP                          | Parti Populaire                           |
| PS                          | Parti socialiste                          |
| PTB                         | Parti du travail de Belgique              |
| flämischsprachige Listen    |                                           |
| Kürzel                      | Liste                                     |
|                             | Agora                                     |
|                             | Be.One                                    |
| CD&V                        | Christelijke Volkspartij                  |
|                             | DierAnimal-NL                             |
| Groen                       | Groen                                     |
| N-VA                        | Nieuw-Vlaamse Alliantie                   |
| one.brussels-sp.a           | one.brussels-Socialistische Partij Anders |
| OpenVLD                     | Open Vlaamse Liberalen en Democraten      |
| PVDA                        | Partij van de Arbeid                      |
| VB                          | Vlaams Belang                             |

Es gab zwei französischsprachige Listengruppierungen: Listes Destexhe und Parti Populaire sowie PTB, DierAnimal und PlanB 
und eine flämischsprachige Listengruppierung: PVDA und DierAnimal-NL

## Seit der letzten Wahl
Am 27. Februar 2019 kündigte der MR-Politiker und Abgeordnete in den Parlamenten der Region Brüssel und der Französischen Gemeinschaft Alain Destexhe an, dass er seine Partei verlassen und eine neue Partei gründen wolle. Auslöser für die Entscheidung seien Differenzen mit der Linie seiner Partei in der Migrationspolitik gewesen. Als Vorbild für die neue Partei nannte Destexhe die flämische N-VA. Die neue Partei solle eine „frankophone N-VA sein, ohne den Konföderalismus“. Destexhe richtete einen Aufruf an alle Bürger und Mandatsträger, die sich von den wallonischen Parteien MR, PS und CDH nicht mehr repräsentiert fühlten, sich seiner Bewegung bzw. Liste anzuschließen. In ihrem Wahlprogramm sprachen sich die Listes Destexhe unter anderem für eine Begrenzung der Immigration, eine drastische Reduktion der Zahl der gewählten Abgeordneten, eine Verschlankung der öffentlichen Verwaltung und ein Nein zum Atomausstieg aus.

## Ergebnisse

Stimmenstärkste Parteien nach Gemeinden

### Ergebnis nach Sprachgruppen
Niederländischsprachige Listen gewannen 53.379 Stimmen (11,65 %) und 17 Mandate (19,1 %). Französischsprachige Listen gewannen 409.048 Stimmen (84,73 %) und 72 Mandate (80,9 %). Die Prozentangaben in der folgenden Tabelle beziehen sich auf die Anteile innerhalb der jeweiligen Sprachgruppe.
| Partei                                          | Partei                                          | Stimmen | Stimmen  | Stimmen   | Sitze | Sitze   | Sitze |
| Partei                                          | Partei                                          | Zahl    | in %     | +/-       | Zahl  | in %    | +/-   |
| ----------------------------------------------- | ----------------------------------------------- | ------- | -------- | --------- | ----- | ------- | ----- |
| Französischsprachige Listen                     |                                                 |         |          |           |       |         |       |
|                                                 | PS                                              | 85.530  | 22,03 %  | ▼4,56 %   | 17    | 23,6 %  | ▼4    |
|                                                 | Ecolo                                           | 74.246  | 19,12 %  | ▲9,01 %   | 15    | 20,8 %  | ▲7    |
|                                                 | MR                                              | 65.502  | 16,87 %  | ▼6,17 %   | 13    | 18,1 %  | ▼5    |
|                                                 | DéFI                                            | 53.638  | 13,81 %  | ▼0,99 %A1 | 10    | 13,9 %  | ▼2A1  |
|                                                 | PTB                                             | 52.297  | 13,47 %  | ▲9,61 %A2 | 10    | 13,9 %  | ▲6A2  |
|                                                 | CDH                                             | 29.436  | 7,58 %   | ▼4,16 %   | 6     | 8,3 %   | ▼3    |
|                                                 | Listes Destexhe                                 | 10.052  | 2,59 %   | (neu)     | 0     | 0,0 %   | (neu) |
|                                                 | Parti Populaire                                 | 6.605   | 1,70 %   | ▼0,24 %   | 0     | 0,0 %   | ▬     |
|                                                 | DierAnimal                                      | 5.113   | 1,32 %   | (neu)     | 1     | 0,0 %   | (neu) |
|                                                 | Collectif Citoyen                               | 2.029   | 0,52 %   | (neu)     | 0     | 0,0 %   | (neu) |
|                                                 | act-SALEM                                       | 1.496   | 0,39 %   | (neu)     | 0     | 0,0 %   | (neu) |
|                                                 | Plan B                                          | 1.115   | 0,29 %   | (neu)     | 0     | 0,0 %   | (neu) |
|                                                 | Hé                                              | 697     | 0,18 %   | (neu)     | 0     | 0,0 %   | (neu) |
|                                                 | be@eu                                           | 522     | 0,13 %   | (neu)     | 0     | 0,0 %   | (neu) |
| Gesamt                                          | Gesamt                                          | 388.278 | 100,00 % | –         | 72    | 100,0 % | –     |
| Niederländischsprachige Listen                  |                                                 |         |          |           |       |         |       |
|                                                 | Groen                                           | 14.425  | 20,61 %  | ▲2,72 %   | 4     | 23,5 %  | ▲1    |
|                                                 | N-VA                                            | 12.578  | 17,97 %  | ▲0,97 %   | 3     | 17,6 %  | ▬     |
|                                                 | Open Vld                                        | 11.051  | 15,79 %  | ▼10,91 %  | 3     | 17,6 %  | ▼2    |
|                                                 | one.brussels-sp.a                               | 10.540  | 15,06 %  | ▼4,51 %A3 | 3     | 17,6 %  | ▬A3   |
|                                                 | Vlaams Belang                                   | 5.838   | 8,34 %   | ▲2,74 %   | 1     | 5,9 %   | ▬     |
|                                                 | cd&v                                            | 5.231   | 7,47 %   | ▼3,96 %   | 1     | 5,9 %   | ▼1    |
|                                                 | Agora                                           | 3.629   | 5,18 %   | (neu)     | 1     | 5,9 %   | (neu) |
|                                                 | Be.One                                          | 3.021   | 4,32 %   | (neu)     | 0     | 0,0 %   | (neu) |
|                                                 | PVDA                                            | 2.992   | 4,27 %   | (neu)     | 1     | 5,9 %   | (neu) |
|                                                 | DierAnimal NL                                   | 691     | 0,99 %   | (neu)     | 0     | 0,0 %   | (neu) |
| Gesamt                                          | Gesamt                                          | 69.996  | 100,00 % | –         | 17    | 100,0 % | –     |
| Gültige Stimmen                                 | Gültige Stimmen                                 | 458.274 | 93,40 %  | —         | 89    | 100,0 % | –     |
| Ungültige Stimmen                               | Ungültige Stimmen                               | 32.643  | 6,60 %   |           |       |         |       |
| Abgegebene Stimmen                              | Abgegebene Stimmen                              | 490.917 | 100,00 % |           |       |         |       |
| Anzahl der Wahlberechtigten und Wahlbeteiligung | Anzahl der Wahlberechtigten und Wahlbeteiligung | 588.203 | 83,46 %  | ▼10,07    |       |         |       |

A1 Verglichen zum Ergebnis von Front démocratique des francophones (FDF) 2014.

A2 Verglichen zum Ergebnis von PTB*PVDA-GO 2014.

A3 Verglichen zum Ergebnis von sp.a 2014.

### Gesamtergebnis
Die folgende Tabelle stellt das Ergebnis unabhängig von der Sprachgruppenzugehörigkeit dar. Die Prozentangaben in der folgenden Tabelle beziehen sich auf das Gesamtstimmenzahl.
| Partei                                          | Partei                                          | Stimmen | Stimmen  | Sitze | Sitze   |
| Partei                                          | Partei                                          | Zahl    | in %     | Zahl  | in %    |
| ----------------------------------------------- | ----------------------------------------------- | ------- | -------- | ----- | ------- |
|                                                 | PS                                              | 85.530  | 18,66 %  | 17    | 19,1 %  |
|                                                 | Ecolo                                           | 74.246  | 16,20 %  | 15    | 16,9 %  |
|                                                 | MR                                              | 65.502  | 14,29 %  | 13    | 14,6 %  |
|                                                 | DéFI                                            | 53.638  | 11,70 %  | 10    | 11,2 %  |
|                                                 | PTB/PVDA                                        | 55.289  | 12,06 %  | 11    | 12,4 %  |
|                                                 | CDH                                             | 29.436  | 6,42 %   | 6     | 6,7 %   |
|                                                 | Groen                                           | 14.425  | 3,15 %   | 4     | 4,5 %   |
|                                                 | N-VA                                            | 12.578  | 2,74 %   | 3     | 3,4 %   |
|                                                 | Open Vld                                        | 11.051  | 2,41 %   | 3     | 3,4 %   |
|                                                 | sp.a                                            | 10.540  | 2,30 %   | 3     | 3,4 %   |
|                                                 | Listes Destexhe                                 | 10.052  | 2,19 %   | 0     | 0,0 %   |
|                                                 | Parti Populaire                                 | 6.605   | 1,44 %   | 0     | 0,0 %   |
|                                                 | Vlaams Belang                                   | 5.838   | 1,27 %   | 1     | 1,1 %   |
|                                                 | cd&v                                            | 5.231   | 1,14 %   | 1     | 1,1 %   |
|                                                 | DierAnimal                                      | 5.804   | 1,27 %   | 1     | 1,1 %   |
|                                                 | Agora                                           | 3.629   | 0,79 %   | 1     | 1,1 %   |
|                                                 | Be.One                                          | 3.021   | 0,66 %   | 0     | 0,0 %   |
|                                                 | Collectif Citoyen                               | 2.029   | 0,44 %   | 0     | 0,0 %   |
|                                                 | act-SALEM                                       | 1.496   | 0,33 %   | 0     | 0,0 %   |
|                                                 | Plan B                                          | 1.115   | 0,24 %   | 0     | 0,0 %   |
|                                                 | Hé                                              | 697     | 0,15 %   | 0     | 0,0 %   |
|                                                 | be@eu                                           | 522     | 0,11 %   | 0     | 0,0 %   |
| Gültige Stimmen                                 | Gültige Stimmen                                 | 458.274 | 93,40 %  |       |         |
| Ungültige Stimmen                               | Ungültige Stimmen                               | 32.643  | 6,60 %   |       |         |
| Abgegebene Stimmen                              | Abgegebene Stimmen                              | 490.917 | 100,00 % | 89    | 100,0 % |
| Anzahl der Wahlberechtigten und Wahlbeteiligung | Anzahl der Wahlberechtigten und Wahlbeteiligung | 588.203 | 83,46 %  |       |         |